# Jacqueline Kalimunda
Jacqueline Kalimunda (sinh năm 1974)  là nhà sản xuất phim, nhà sản xuất phim tài liệu, đạo diễn và nhà văn người Rwanda.
Năm 2002, cô đã viết, đạo diễn và đồng sản xuất bộ phim đầu tiên của mình, 23 phút Histoire de tresses (About Braids), được bình chọn là phim ngắn hay nhất tại Liên hoan phim quốc tế Zanzibar năm 2003. Bộ phim ngắn cũng được phân phối tại Anh bởi Viện phim Anh và Hoa Kỳ bởi liên hoan phim châu Phi New York.
Bộ phim tài liệu Quê hương là kết luận của một dự án dài bắt đầu khi cô đang nghiên cứu những hình ảnh về Rwanda với các nhà sử học Jean-Pierre Chrétien và Hélène d'lmeida-Topor. Đối với tác phẩm này, Jacqueline Kalimunda đã tiết lộ 80 năm lưu trữ phim chưa được công bố về Rwanda. Bộ phim đã được trình chiếu tại Fespaco 2007 ở Ouagadougou.
Trong năm 2007 và 2008, Jacqueline Kalimunda đồng đạo diễn phần đầu tiên và thứ hai của loạt phim truyền hình Imagine Afrika, phát sóng ở 35 quốc gia châu Phi trên các kênh truyền hình công cộng bằng tiếng Anh, tiếng Pháp, tiếng Swulu, tiếng Zulu, tiếng Bồ Đào Nha và các ngôn ngữ khác. Sau đó, cô làm đạo diễn với Canal Plus Horizon, bộ phim điện ảnh High Life phát sóng năm 2011.
Một cựu sinh viên của Học viện tài năng Berlinale, Jacqueline Kalimunda đã sản xuất và đạo diễn vào năm 2012 Burning Down, một bộ phim ngắn tập trung đầu tiên của Châu Phi với Eriq Ebouaney (Fatale của Brian de Palma, Lumumba của Raoul Peck) và Cyril Guei.
Năm 2016 Kalimunda đã viết và đạo diễn Floris, một bộ phim tài liệu bằng ngôn ngữ Kinyarwanda.